# ГЕС Мангде-Чу
ГЕС Мангде-Чу (англ. Mangdechhu) – гідроелектростанція в центральній частині Бутану. Використовує ресурс із річки Мангде-Чу, правого витоку річки Манас, котра вже на території індійського штату Ассам впадає  праворуч до Брахмапутри. 
В межах проекту річку перекрили бетонною гравітаційною греблею висотою 102 метри та довжиною 141 метр, яка утримує водосховище з припустимим коливанням рівня поверхні в операційному режимі між позначками 1731 та 1747 метрів НРМ. Звідси ресурс через два водозабірні тунелі довжиною 0,2 та 0,15 км спрямовується у камери для видалення осаду довжиною по 340 метрів з перетином 14х17,7 метра. Очищена вода подається у головний дериваційний тунель довжиною 13,5 км та діаметром 6,5 метра. На завершальному етапі він сполучений з верхнім балансувальним резервуаром шахтного типу висотою 152 метри та діаметром 13,5 метра. Далі ресурс переходить у два напірні водоводи загальною довжиною 1,9 км з початковим діаметром по 3,5 метри, кожен з яких розгалужується ще на два. 
Машинний зал станції споруджений у підземному виконанні та має розміри 155х23 метри при висоті у 41 метр. Основне обладнання становлять чотири турбіни типу Пелтон потужністю по 180 МВт, які при напорі у 692 метри повинні забезпечувати виробництво 2924 млн кВт-год електроенергії на рік.
Відпрацьована вода повертається у річку по відвідному тунелю довжиною 1,3 км та діаметром 8 метрів.
Як і інші великі гідроенергетичні проекти Бутану, ГЕС Mangdechhu споруджувалась у спілці з Індією та має за головну мету виробництво електроенергії для експорту (власні потреби Бутану при населенні менше за 1 млн доволі незначні). Станом на червень 2018-го будівельна готовність проекту складала 97% і на осінь того ж року планувалось почати заповнення водосховища.
Для видачі продукції призначені дві ЛЕП з робочою напругою 400 кВ. Можливо відзначити, що ця інфраструктура також розрахована на обслуговування майбутньої ГЕС Nikachhu (Tansibji Hydropower Project).